# Port lotniczy Tampa
Port lotniczy Tampa (Tampa International Airport, IATA: TPA, ICAO: KTPA) – międzynarodowy port lotniczy położony 10 km na zachód od centrum Tampy, w stanie Floryda, w Stanach Zjednoczonych. Lotnisko obsługuje region metropolitarny Tampa Bay Area i jest jednym z największych lotnisk na Florydzie. W 2007 obsłużył 19,1 mln pasażerów i był 27. co do wielkości portem lotniczym w Ameryce Północnej.

## Linie lotnicze i połączenia

### Airside A
- AirTran Airways (Akron/Canton, Atlanta, Baltimore/Waszyngton, Dayton, Flint, Indianapolis, Milwaukee, Pittsburgh, Rochester (NY))
- Continental Airlines (Cleveland, Houston-Intercontinental, Newark)
  - Continental Connection obsługiwane przez Gulfstream International Airlines (Fort Lauderdale, Fort Walton Beach, Key West, Miami, Pensacola, Tallahassee)
  - Continental Express obsługiwane przez ExpressJet Airlines (Cleveland, Houston-Intercontinental)
- Frontier Airlines (Denver)
- JetBlue Airways (Boston, Cancún, Nowy Jork-JFK, Newark, White Plains)
- Northwest Airlines (Detroit, Hartford, Los Angeles, Memphis, Minneapolis/St. Paul)

### Airside C
- Midwest Airlines (Milwaukee)
- Southwest Airlines (Albany, Austin, Baltimore, Birmingham (AL), Buffalo, Chicago-Midway, Columbus (OH), Denver, Fort Lauderdale, Hartford, Houston-Hobby, Indianapolis, Jacksonville, Kansas City, Las Vegas, Long Island/Islip, Louisville, Manchester (NH), Nashville, Nowy Orlean, Norfolk, Filadelfia, Phoenix, Pittsburgh, Providence, Raleigh/Durham, St. Louis, San Antonio, Waszyngton-Dulles, West Palm Beach)
- Spirit Airlines (Atlantic City, Detroit, Fort Lauderdale)

### Airside E
- Air Canada (Montreal, Toronto-Pearson, Vancouver)
- Delta Air Lines (Atlanta, Boston, Cincinnati/Northern Kentucky, Los Angeles, Nowy Jork-LaGuardia, Nowy Jork-JFK, Salt Lake City) Delta Connection obsługiwane przez Comair (Cincinnati/Northern Kentucky, Nowy Jork-LaGuardia, Hartford)
  - Delta Connection obsługiwane przez Mesaba Airlines (Tallahassee)
- United Airlines (Chicago-O'Hare, Denver, Waszyngton-Dulles) Sun Country Airlines (Minneapolis/St. Paul) [sezonowo]

### Airside F
- American Airlines (Chicago-O'Hare, Dallas/Fort Worth, Miami, Nowy Jork-JFK, San Juan, St. Louis)
- British Airways (Londyn-Gatwick)
- Cayman Airways (Grand Cayman)
- US Airways (Charlotte, Filadelfia, Phoenix, Waszyngton-Reagan)
- WestJet (Ottawa [sezonowo], Toronto-Pearson)